# Корсунское соглашение (1669)
Корсунское соглашение 1669 года (укр. Корсунська угода) — договор, подписанный в городе Корсунь между гетманом Правобережной Украины Петром Дорошенко и Османской империей. 
Подписанию договора способствовало стремление гетмана устранить враждебные действия со стороны крымских татар и оказать помощь в борьбе против Речи Посполитой и Московского царства, для чего Дорошенко осенью 1669 года заключил союзный договор с Османской империей. Этот союз был утвержден Генеральной Войсковой Радой 10 – 12 марта 1669 года в Корсуне.

## Содержание соглашения
Дорошенко получил от османского султана Мехмеда IV титул бея украинского санджака. По мнению историка Натальи Яковенко основой военно-политического союза стало соглашение, подписанное 18 лет назад (в 1651 ) между Богданом Хмельницким и османским султаном. По этому договору:
- территория Украинского государства должна была охватывать земли от Перемышля до Путивля;
- подтверждалось право свободного выбора гетмана, избиравшегося пожизненно;
- православная Киевская митрополия сохраняла автономию в составе Константинопольского Патриархата;
- украинское население освобождалось от уплаты налогов и дани в пользу османской казны;
- на украинских землях османы и татары не имели права сооружать мечети и брать ясырь ;
- Османская империя и Крымское ханство не должны были заключать мирные договоры с Речью Посполитой и Московией без согласия гетмана;
- султанские грамоты, которые касались Украины, должны были писаться на турецком и украинском языках.